# Alfred Evers
Alfred (Fred) Evers (Eupen, 13 mei 1935 – aldaar, 19 november 2018) was een Belgisch Duitstalig volksvertegenwoordiger, senator en burgemeester.

## Levensloop
Evers werd bedrijfsleider van verschillende bedrijven actief in immobiliën en wegtransport. Tevens was hij directeur-generaal en tot in 1999 gedelegeerd bestuurder van het transportbedrijf Ghemar. Hij was ook voorzitter van het bedrijf Frémar en voorzitter van FEBETRA, de Koninklijke federatie van Belgische transporteurs en logistieke dienstverleners.
Hij was lid van de Duitstalige liberale partij PFF. Hiervoor werd hij in oktober 1976 verkozen tot gemeenteraadslid van Eupen, waar hij tussen 1977 en 2000 burgemeester was en nadien nog tot 2006 als raadslid in de oppositie zetelde. Bovendien zetelde Evers jarenlang in de Raad van Duitstalige Cultuurgemeenschap, die later werd omgevormd tot de Raad en daarna het Parlement van de Duitstalige Gemeenschap. Hij was afwisselend lid met raadgevende stem en rechtstreeks verkozen lid; van april 1974 tot maart 1977 met raadgevende stem, van mei tot september 1977 als verkozene, van september 1977 tot oktober 1981 weer met raadgevende stem, van december 1981 tot december 1986 opnieuw als rechtstreeks verkozene, van december 1986 tot november 1990 terug met raadgevende stem, van november 1990 tot januari 1991 nog eens als verkozene en van januari 1991 tot april 1995 voor een vierde keer raadgevend lid. Ten slotte was hij van juni 1995 tot juni 2009 volwaardig verkozen lid van het Parlement van de Duitstalige Gemeenschap. Van mei 1977 tot september 1977, van december 1981 tot november 1985 en nogmaals van november 1990 tot januari 1991 was Evers in dit orgaan fractieleider voor zijn partij, in de legislatuur 1999-2004 was hij voorzitter van het Parlement van de Duitstalige Gemeenschap. 
Van 1974 tot 1977 zetelde hij voor het arrondissement Verviers eveneens in de Kamer van volksvertegenwoordigers. Vervolgens was hij van 1977 tot 1978 gecoöpteerd senator en van 1978 tot 1985 was hij opnieuw volksvertegenwoordiger. Daarna zetelde Evers van 1985 tot 1995 opnieuw in de Senaat; van 1985 tot 1987 als gecoöpteerd senator, van 1987 tot 1991 als provinciaal senator voor de provincie Luik en van 1991 tot 1995 opnieuw als gecoöpteerd senator. Als gevolg van de toen bestaande dubbelmandaten zetelde hij automatisch ook in de Cultuurraad voor de Franse Cultuurgemeenschap (1974-1980), de voorlopige Waalse Gewestraad (1974-1977) en de Raad van de Franse Gemeenschap en het Waals Parlement (1980-1985). Bij de verkiezingen van 1995 werd hij voor het arrondissement Verviers verkozen in het Waals Parlement, waar Evers tot in 1999 bleef zetelen. Omdat hij als Waals Parlementslid de eed in het Duits had afgelegd, had hij niet het recht om in het Parlement van de Franse Gemeenschap te zetelen. Als gevolg hiervan werd in maart 1996 een wetsaanpassing aangenomen die Duitstalige Waalse Parlementsleden de mogelijkheid verleende om zich in het Parlement van de Franse Gemeenschap te laten vervangen door een opvolger.
In oktober 2012 werd Evers op 77-jarige leeftijd opnieuw verkozen tot gemeenteraadslid van Eupen. De PFF belandde na de verkiezingen opnieuw in het schepencollege en Evers werd schepen van Financiën en Cultuur, waarbij hij afzag van een financiële vergoeding. In juli 2013 noopten gezondheidsproblemen hem om ontslag te nemen uit zijn lokale politieke mandaten. Alfred Evers overleed in 2018 op 83-jarige leeftijd.